# BearShare
BearShare était un client freeware poste à poste qui utilisait le réseau Gnutella. À la suite de la décision de la cour suprême américaine du 27 juin 2005 dans l'affaire MGM Studios, Inc. v. Grokster, Ltd, l'entreprise FreePeers qui avait développé le logiciel jusque-là a accepté un accord à l'amiable avec la RIAA le 4 mai 2006. Les termes de l'accord comprenaient un règlement de 30 millions de dollars de la part de FreePeers et le transfert de tous les actifs en rapport avec BearShare à MusicLab LLC, une filiale de iMesh.
Le 17 août 2006, MusicLab LLC a sorti la version 6 de BearShare qui n'a aucun rapport avec les versions précédentes. Depuis cette version, BearShare n'utilise plus le réseau Gnutella mais le même réseau centralisé qu'iMesh. Seul l'échange de certains formats de fichiers est autorisé, tous les fichiers musicaux sont contrôlés pour éviter le piratage, et dans le même but, seuls les fichiers vidéo d'une durée inférieure à 15 minutes peuvent être échangés.
L'application contient le logiciel espion New.net.